# Valter Biella
Valter Biella (Bergamo, 10 giugno 1956) è un musicista italiano.

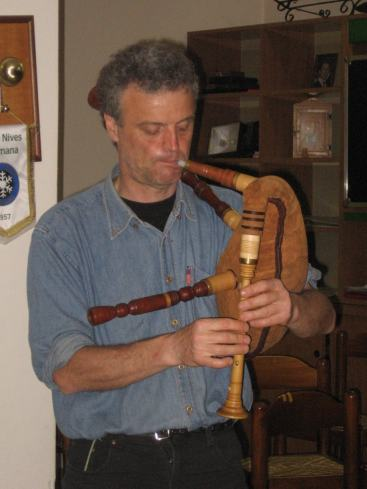
Valter Biella suona un suo Baghèt.

È noto nella cultura musicale tradizionale del nord italia per aver riscoperto il Baghèt , la cornamusa bergamasca.

## Biografia
Il suo interesse verso la cultura popolare nasce nel 1979 entrando a far parte del gruppo "Il Popolario" di Bergamo, con il quale costruisce degli spettacoli e svolge le sue prime ricerche nella Val Seriana. Pochi anni dopo il gruppo si scioglie, ma il suo lavoro di ricerca continua fino a raccogliere più di duecento musiche da tastiera per campane. Grazie all'incontro e lo scambio di informazioni di campanari e musicisti popolari, nel 1983 trova il primo modello di Baghèt. Lo stesso anno fino al 1986, collabora con l'associazione A.R.P.A. pubblicando diverse monografie sugli strumenti tradizionali bergamaschi. Nel 1989, insieme ad altri musicisti di provenienza lombarda e ticinese, fonda la "Bandalpina" con lo scopo di promuovere la musica tradizionale delle valli alpine e prealpine. Nel 1996, si dedica alla liuteria costruendo strumenti della tradizione bergamasca.

### Premi
Nel 1989 riceve il premio "Folkitalia - Omaggio a Paolo Nuti" su indicazione della giuria e dei lettori di "Folk Bulletin" con la seguente motivazione:
“ L’opera di questo ricercatore e musicista bergamasco prosegue da molti anni e ha contribuito in modo decisivo alla ricostruzione di strumenti musicali ormai perduti o al salvataggio di altri che rischiavano di scomparire. Autore di diverse pubblicazioni e sempre disponibile ad attività didattiche”

## Opere
- V. Biella, Baghèt o piva delle Alpi, “Quaderni di ricerca n° 3”, A.R.P.A. Bergamo 1984
- V. Biella, Ricerca sulla piva nel bergamasco, “Preprint n.4” Università degli studi di Bologna, D.A.M.S. , Bologna 1985
- V. Biella – Piergiorgio Mazzocchi, I flauti della Valle Imagna, “Quaderni di ricerca n. 4” A.R.P.A., Bergamo 1985
- V. Biella, “Campane e campanari nella provincia di Bergamo” “Quaderni di ricerca n° 5”, A.R.P.A. Bergamo 1985
- V. Biella, Il baghèt, un’antica tradizione bergamasca, Villadiseriane , Bergamo 1988
- V. Biella , I suoni delle campane , “Quaderni dell’Archivio della cultura di base n. 13” S.B.U. di Bergamo, Bergamo 1989
- V. Biella, Legno corteccia e canna, “Quaderni dell’Archivio della cultura di base n. 21” S.B.U. di Bergamo, Bergamo 1993
- V. Biella – Francesco Zani, Piamontesi mandìm a casa, il canto tradizionale a Dossena, “I quaderni della Meridiana n. 2”, Meridiana, Bergamo 1995
- V. Biella, Il baghèt – la cornamusa bergamasca, “I quaderni della Meridiana n. 3”, Meridiana, Bergamo 2000
- V. Biella, Albino e le sue campane, “Le memorie delle terre di Albino nr1”, Comune di Albino, Raccolte Civiche di Storia e Arte, 2002
- V. Biella, “Il baghèt, la piva delle valli bergamasche, con una appendice sulla cornamusa del Canton Ticino“, in: La zampogna – Gli aerofoni a sacco in Italia – I, (a cura di Mauro Gioielli). Cosmo Iannone Editore, Isernia, 2005. Pagine 1 – 22.
- V. Biella, Musiche tradizionali delle Prealpi / Bandalpina – 2. ed. riveduta e ampliata, Meridiana, Bergamo, 2007
- V. Biella, Ninì dé pèndóle – la musica delle campane a festa a Casnigo, Quaderni Casnighesi n°7, con DVD allegato, Amministrazione Comunale di Casnigo, 2008
- V. Biella con un contributo di Febo Guizzi, Sivlì e sivlocc, Centro Studi Valle Imagna,  2009, con un DVD allegato che descrive l’intera costruzione dei flauti da parte di Fortunato Angiolini
- V. Biella, Pia o baghèt – la cornamusa in terra di Bergamo, “Quaderni Casnighesi n°8”, Amministrazione Comunale di Casnigo, 2010
- V. Biella e Riccardo Gandolfi, I pifferi di Calvari, note tecniche e organologiche, Tecnograph, Bergamo, 2012.
- Riccardo Gandolfi, Valter Biella e Claudio Gnoli, A Comparative Study of Northern Apennine Bagpipes and Shawms, in ” The Galpin Society Journal”, Anno LXVII, Marzo 2014, Edimburgo

## Discografia
- V. Biella, L’allegrezza, la tradizione delle campane a festa nella provincia di Bergamo, Meridiana, Bergamo 1994, compact-disc
- V. Biella, Le campanine, la tradizione delle campane a festa nella provincia di Bergamo, eseguita su uno xilofono di vetro o metallo, Meridiana, Bergamo 1994, compact-disc
- V. Biella – Francesco Zani, Piamontesi mandìm a casa, il canto tradizionale a Dossena, Meridiana, Bergamo 1995, compact-disc